# درگنشت-اول
شهر درگنشت-اول (به رومانیایی: Drăgăneşti-Olt) در شهرستان اول در کشور رومانی واقع شده‌است. جمعیت این شهر ۱۳٬۱۸۱ نفر  است.